# 영국의 정당
영국의 정당은 현재 영국에서 활동하는 정당과 영국 역사에 존재했던 정당을 목록으로 정리하고 있다.

## 활동 정당

### 주요 정당
| 정당                   | 의석      | 스펙트럼 | 이념              | 지도자           | 기반 지역                    |
| ---------------------- | --------- | -------- | ----------------- | ---------------- | ---------------------------- |
| 보수당                 | 364 / 650 | 우익     | 보수주의          | 보리스 존슨      | 잉글랜드, 웨일즈, 스코틀랜드 |
| 노동당                 | 200 / 650 | 중도좌파 | 사회민주주의      | 키어 스타머      | 잉글랜드, 웨일즈, 스코틀랜드 |
| 스코틀랜드 국민당      | 47 / 650  | 중도좌파 | 스코틀랜드 독립   | 니컬라 스터전    | 스코틀랜드                   |
| 자유민주당             | 11 / 650  | 중도좌파 | 고전적 자유주의   | 빈스 케이블      | 잉글랜드, 웨일즈, 스코틀랜드 |
| 민주연합당             | 8 / 650   | 우익     | 영국 연합주의     | 알린 포스터      | 북아일랜드                   |
| 신 페인                | 7 / 650   | 좌익     | 아일랜드 민족주의 | 메리 로 맥도널드 | 북아일랜드                   |
| 플라이드 컴리          | 4 / 650   | 중도좌파 | 웨일즈 민족주의   | 아담 프리스      | 웨일즈                       |
| 잉글랜드 웨일스 녹색당 | 1 / 650   | 중도좌파 | 생태주의          | 조나단 베틀리    | 잉글랜드, 웨일즈             |

### 지역 정당
| 정당                     | 이념           | 대표                   | 지방 정부        | 비고     |
| ------------------------ | -------------- | ---------------------- | ---------------- | -------- |
| 앱섬유얼 지역연합        |                | 키스 럭톤              | 34               | 지역주의 |
| 프롬독립연합             | 지역주의       | 밀 유저                | 17               |          |
| 자유당                   | 중도주의       | 스티븐 레드포드        | 13               |          |
| 리라스 귀네드            | 중도좌파       | 윌리엄 오웬            | 10               |          |
| 미들위치 퍼스트          |                | 제임스 배스포드        | 3 (+5 지역 교구) |          |
| 레지던트 포 어틀스퍼드   | 중도주의       | 존 로지                | 10               |          |
| 이스트 데이번 얼라이언스 | 지역주의       | 벤 잉햄                | 9                | [ 9 ]    |
| 독립지역과 건강관심도    | NHS & 지역이슈 | 리차드 테일러          | 5                |          |
| 민주독립그룹             |                | 애쉬 애쉬비            | 5                |          |
| 반슬리 독립그룹          |                | 필립 버킨쇼            | 4                |          |
| 콘월의 아들 (정당)       | 중도좌파       | 딕 콜                  | 4                |          |
| 요크셔 퍼스트            |                | 리차드 카터            | 5                |          |
| 데르벤트사이드 독립      |                | 왓츠 스텔링            | 7 (+5 지역 교구) |          |
| 사회주의 노동자당        | 좌익           | 데이브 네일스트        | 0                |          |
| 길퍼드 그린벨트 그룹     |                | 수잔 파커              | 3                |          |
| 유럽독립당               | 우익           | 마이크 나트라스        | 3                |          |
| 퍼팅 하틀리풀 퍼스트     |                | 캘리 앳킨슨            | 3                |          |
| 보더스당                 |                | 니콜라스 왓슨          | 2                |          |
| 모어캠브 베이 독립       |                | 로저 데니슨            | 2                |          |
| 헨리 레지던트 그룹       |                |                        | 1 (+6 지역 교구) |          |
| 브리튼 국민당            | 극우           | 아담 월커              | 1 (+3 지역 교구) |          |
| 스코틀랜드 사회당        | 좌익           | 빌 보너, 프란시스 쿠란 | 1                |          |
| 연대                     | 좌익           | 로즈메리 번, 패트 리   | 1                |          |
| 사회민주당               | 중도           | 피터 존슨              | 1                |          |

## 같이 보기
- 영국의 정치
- 영국의 선거
- 북아일랜드의 정당 목록